# Links Leiden
Links Leiden was een samenwerkingsverband van drie kleine linkse partijen in Leiden tussen 1986 en 1990. Links Leiden was een voorloper van GroenLinks in Leiden. Links Leiden was een samenwerkingsverband van de afdelingen van de Communistische Partij Nederland, de Pacifistisch Socialistische Partij en de Politieke Partij Radikalen. De combinatie behaalde bij de gemeenteraadsverkiezingen in 1986 drie zetels. In 1982 haalden de drie partijen nog vier zetels. Jan Laurier bezette een van deze zetels.